# Википедија на казашком језику
Википедија на казашком језику (каз. Qazaqsha Ýıkıpedııa; Қазақша Уикипедия) је верзија Википедије на казашком језику, слободне енциклопедије, која данас има 239.268 чланака. Основана је 2. јуна 2002. године.